# Hermes DVS in het seizoen 1958/59
Het seizoen 1958/1959 was het vijfde jaar in het bestaan van de Schiedamse betaaldvoetbalclub Hermes DVS. De club kwam uit in de Eerste divisie B en eindigde daarin op de vijfde plaats. Tevens deed de club mee aan het toernooi om de KNVB Beker, hierin werd in de derde ronde, na verlenging, verloren van NOAD (0–1).

## Wedstrijdstatistieken

### Eerste divisie B
|       | Excelsior | GVAV  | Helmondia '55 | Heracles | HVC   | KFC   | RBC   | RCH   | Rigtersbleek | Roda Sport | Sittardia | Stormvogels | Vitesse | De Volewijckers |
| ----- | --------- | ----- | ------------- | -------- | ----- | ----- | ----- | ----- | ------------ | ---------- | --------- | ----------- | ------- | --------------- |
| Thuis | 2 – 1     | 4 – 2 | 1 – 1         | 1 – 3    | 3 – 1 | 1 – 0 | 2 – 2 | 6 – 1 | 3 – 1        | 0 – 0      | 2 – 2     | 0 – 0       | 1 – 1   | 0 – 0           |
| Uit   | 0 – 0     | 0 – 3 | 3 – 3         | 2 – 0    | 0 – 1 | 1 – 0 | 2 – 1 | 0 – 3 | 1 – 1        | 3 – 2      | 2 – 4     | 3 – 1       | 2 – 2   | 2 – 1           |

### KNVB Beker
| 1e ronde                                           | Hermes DVS                                                                                         | 6 – 2 (3 – 1)       | DCV                             |
| 1 januari 1959 Plaats: Schiedam Harga              | Hans Eijkenbroek 24' Kalkman 28' (e.d.) Bep Weeda 32' Frans Mijnsbergen 59', 72' Wim van Zuijlekom |                     | 20' Rien de Vries 77' Van Twist |
| 2e ronde                                           | VDL                                                                                                | 1 – 2 (0 – 1)       | Hermes DVS                      |
| 7 mei 1959 Plaats: Maassluis Sportpark Sportlaan   | Kap 81'                                                                                            |                     | 30', 46' Cock van der Tuijn     |
| 3e ronde                                           | NOAD                                                                                               | 1 – 0 Na verlenging | Hermes DVS                      |
| 10 mei 1959 Plaats: Tilburg Gemeentelijk Sportpark | Frits Louer 109'                                                                                   |                     |                                 |

## Statistieken Hermes DVS 1958/1959

### Eindstand Hermes DVS in de Nederlandse Eerste divisie B 1958 / 1959
| Stand | Gespeeld | Gewonnen | Gelijk | Verloren | Punten | Doelpunten voor | Doelpunten tegen |
| ----- | -------- | -------- | ------ | -------- | ------ | --------------- | ---------------- |
| 5e    | 28       | 10       | 11     | 7        | 31     | 48              | 36               |

### Topscorers
| #                 | Naam               | Goal |
| ----------------- | ------------------ | ---- |
| 1.                | Frans Mijnsbergen  | 13   |
| 2.                | Jan ten Braak      | 8    |
| 3.                | Frans van den Burg | 7    |
| 4.                | Coen Groenewegen   | 4    |
| 4.                | Cock van der Tuijn | 4    |
| 4.                | Wim van Zuijlekom  | 4    |
| 7.                | Wim van der Sloot  | 3    |
| 8.                | Bep Weeda          | 2    |
| 9.                | Hans Eijkenbroek   | 1    |
| 9.                | Jan Rijke          | 1    |
| Onbekend doelpunt |                    |      |
| –                 | Onbekend           | 1    |
| Totaal            | Totaal             | 48   |

| #              | Naam               | Goal |
| -------------- | ------------------ | ---- |
| 1.             | Frans Mijnsbergen  | 2    |
| 1.             | Cock van der Tuijn | 2    |
| 3.             | Hans Eijkenbroek   | 1    |
| 3.             | Bep Weeda          | 1    |
| 3.             | Wim van Zuijlekom  | 1    |
| Eigen doelpunt |                    |      |
| –              | Kalkman (DCV)      | 1    |
| Totaal         | Totaal             | 6    |